# التهاب الحشفة التقرني الظهاري الكاذب والصخري الشكل
التهاب الحشفة التقرني الظهاري الكاذب والصخري الشكل هي حالةٌ جلدية يحدثُ فيها آفاتٌ جلدية على حشفة القضيب، حيث تكون مشابهةً للثؤلول مع قشورٍ عليها.:657
قد تظهرُ على شكل قرنٍ جلدي.